# AKB48劇場
AKB48劇場（日语：／ Ēkēbī fōteieito Shiatā */?）位於日本東京秋葉原，是大型女子組合AKB48專用的演出場所（LiveHouse）。AKB48自出道以來最主要的演藝工作——劇場公演，除了特殊場合外，均在此由各Team（分隊）輪流演出。
基於「可以面對面的偶像」的概念，該劇場可說是AKB48的活動根據地。自2005年12月8日的出道公演以來，該劇場在常態上由AKB48專用，唯一的例外為其姊妹團體SDN48，在2009年8月出道起至2012年3月解散期間共用此場地舉行劇場公演。此外，AKB48其他姊妹團體也會不定期在該劇場舉辦客場公演。
由於設備老舊，劇場於2024年9月1日暫時關閉，整修完成後於同年12月8日重新開放。

## 劇場的選址

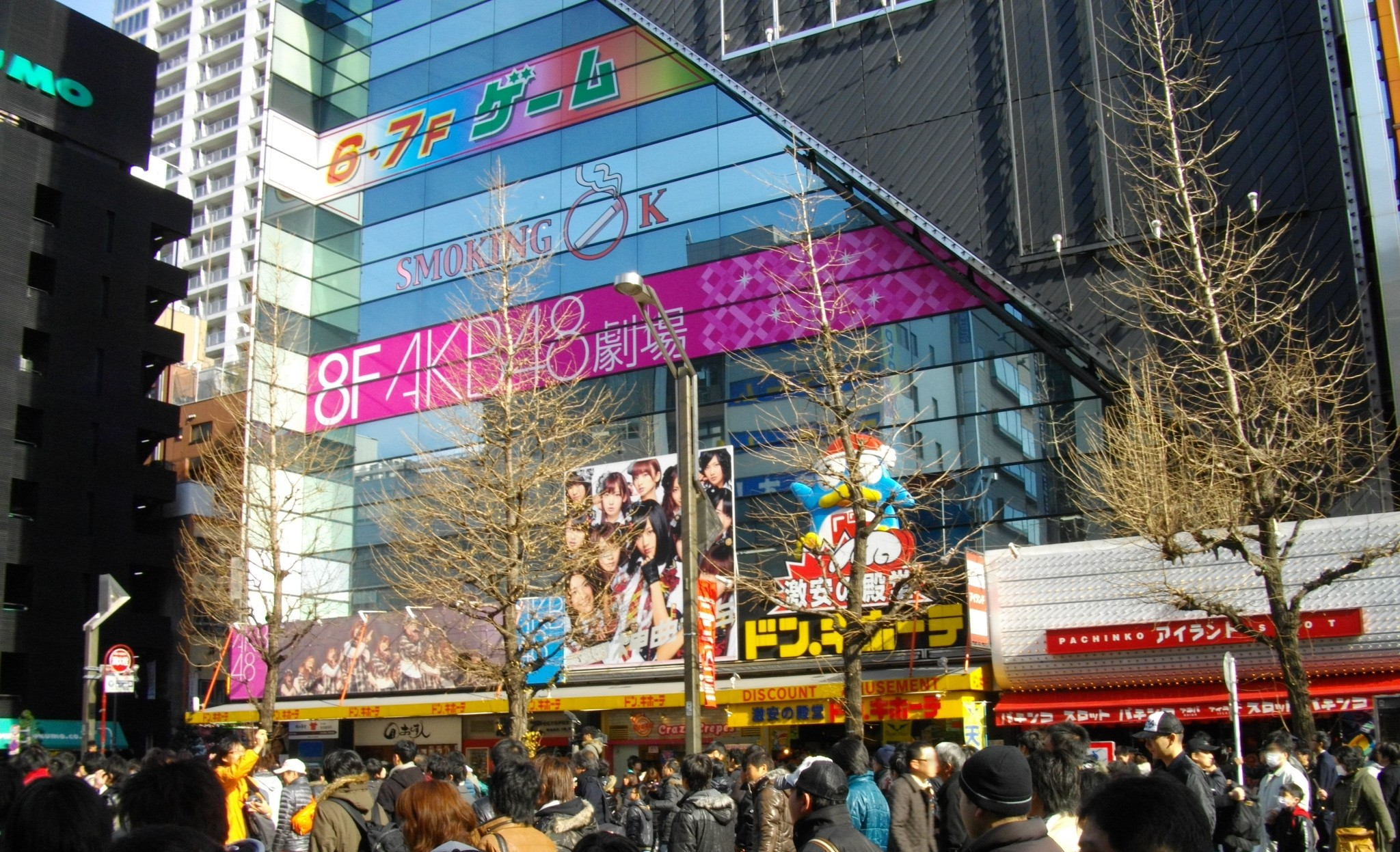
AKB48劇場所在的唐吉訶德秋葉原店，位於中央通與秋葉原UDX之間街道的南角。

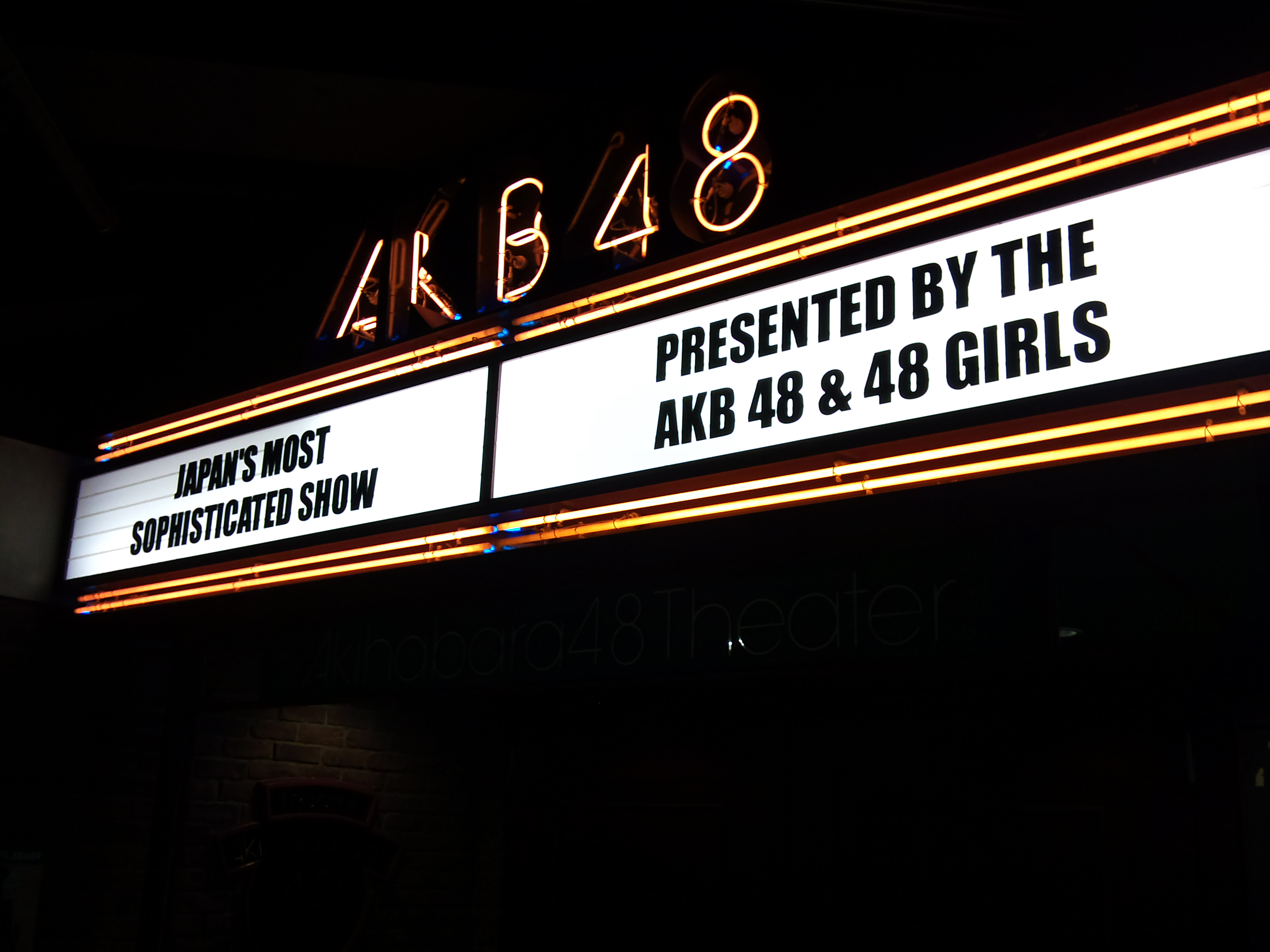
劇場入口

### 選擇秋葉原的理由
基於「從最符合時代與流行趨勢的地方產生偶像」这点，AKB48總製作人秋元康考慮到御宅族這一群體，將擁有大量年輕萌系愛好者市場的秋葉原作爲了候選。因此若新偶像要招攬狂熱的支持者，秋葉原就是最適合的地點。

### 選擇唐吉訶德秋葉原店8樓的理由
劇場天花板需要吊掛照明設備等大量器械，因此樓底須有一定高度。最終，選擇了有足夠空間與樓底、面積為670m²的唐吉坷德秋葉原店。另外，這個地點的租戶也沒有多少收益，唐吉訶德亦有計劃招來能夠提供穩定收益的租戶，因此在秋元康與當時的唐吉訶德社長安田隆夫的會談後，就決定了選擇這裏。

## 劇場内的特徴

### 座席構成
定額是250名。椅子座位是170席。椅子是可容納6人的長椅子。殘餘的80席為站立席位。劇場的後部設置有梯式的台（俗稱：講壇）。登上這個台在最後面舞台也一目了然。

### 接近觀衆席的舞台
觀衆席與舞台非常近。從最前排的觀衆席到舞台大概2米，如果挺出身體搆得到舞台上的成員那樣的距離。因为是窄剧场，即使是最后面的阶梯式特殊座位可以有和前排席位一樣的距離。

### 2根柱子
在劇場內前方左右有2根大柱子，由於房屋結構的因素，使得柱子無法撤去。柱子將舞台分割為左側1/4、中央2/4、右側1/4三個部分。因此，除去最前排的觀衆席任何位置也不能一眼囊括整個舞台。這兩根柱子也是AKB48的官方歌迷俱樂部取名為「柱之會」的由來。另外，在兩根柱子的中間附近向旁邊貼有粉紅色膠布，每年劇場開場紀念日（12月8日）的時候會增加1條，在劇場重新整修前共有18条。2024年12月8日起，劇場內兩根柱子正面新增LED顯示器，原本貼在柱子上的膠帶也被移除並重貼至劇場大廳的柱子上，至2024年12月8日已增加至19條。

### 照明器具
頂棚部分設有48個舞台搖頭燈，加上其他照明設備在狹小的空間內一共有100個以上的照明設備。舞台中央頂棚設置了旋彩燈。在250席的小劇場設有48個舞台搖頭燈在日本國內是屈指可數的。

### 送風機
舞台頂棚高處設置了TYFAN的送風機。

### LED
LED的燈飾板從舞台上部到邊緣帶狀設置。根據不同的曲名在演出中被頻繁使用。

### 音響器材
設置了Electro-Voice製造的揚聲器。

## 劇場前廳
前廳通常的營業時間中進出自由，公演時入場等候之外的人也能進入（特別的公演時有入場限制）。利用設置的液晶顯示器，平時向前廳播放成員簡曆的映像。還有，在牆面設置了投影儀屏幕，可以實時觀賞演出中的公演。

### 信息計數器
進行門票的銷售、禮物和慕名信的收據服務等。

### 通道

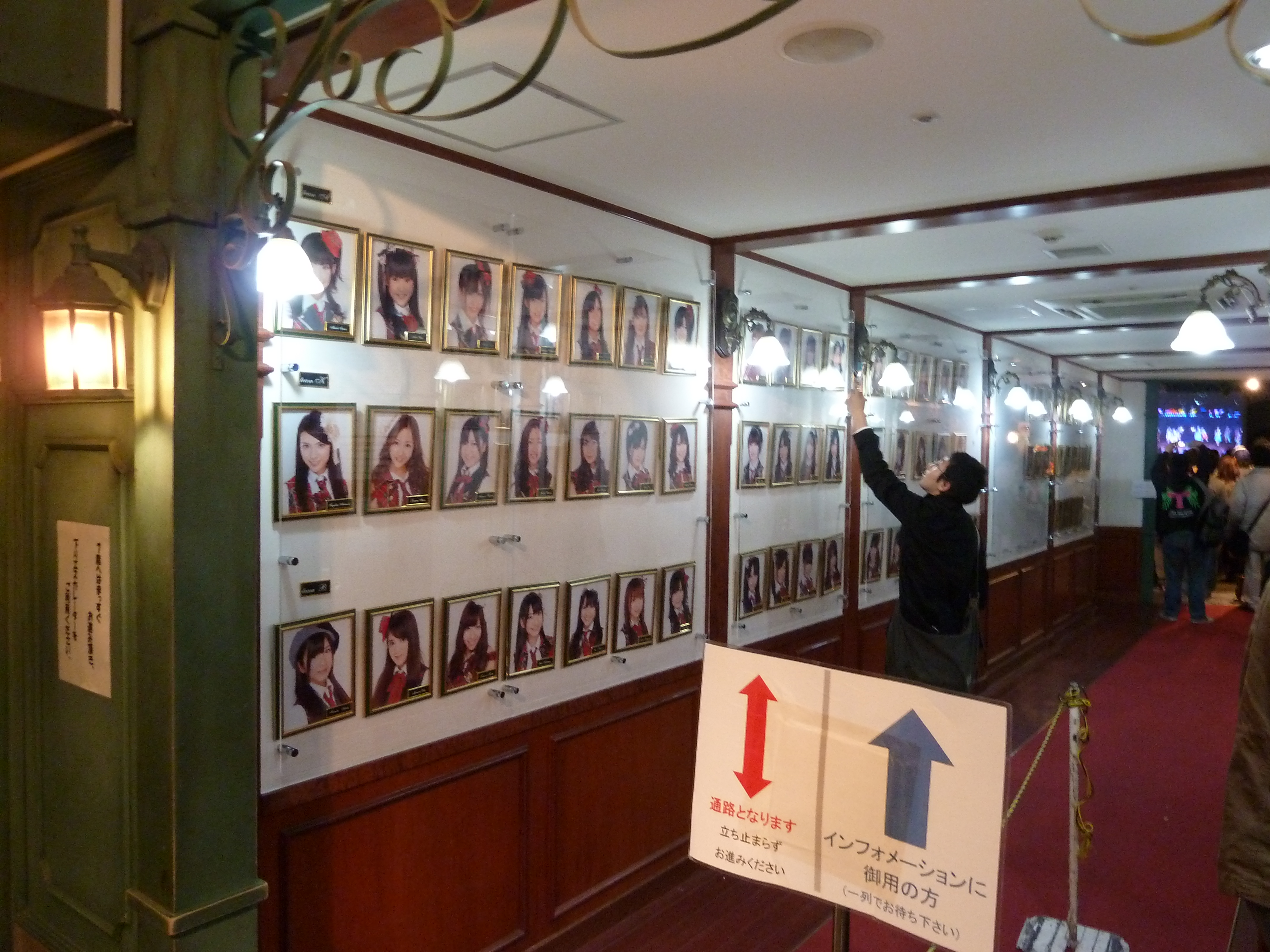
劇場前廳通道。牆上掛滿成員的照片，分三行橫行排列，由上至下分別Team A、Team K和Team B的成員。另一邊亦有其他成員的照片。（2010年10月攝）

通往劇場通道的牆壁上裝飾著AKB48及SDN48成員的照片。從2006年8月11日開設「MVP板」，觀看劇場公演100次以上的「MVP會員」的名牌會被貼在牆上展示。

### 投幣式自動存放櫃與行李收存
受2008年6月8日發生的秋葉原殺人事件事件影響，同年7月1日以后，通过警察当局的指示行李的不能带入到剧场内。而且隨著前廳投幣式自動存放櫃的設置，隨身行李可以交給投幣式自動存放櫃存放也不得帶入場內。
投幣式自動存放櫃全部放滿時，為了要退票的等候入場者，可以在劇場出入口附近行進行李收存以協調。費用也是200日元。

### 過去的設施等

#### 48's Cafe
從劇場開設時起到2008年末前廳是名爲「48's Cafe」的咖啡空間。提供各種飲料和雪糕外加抓飯和蛋包飯等小吃。
- 在前廳的驚喜

在前廳，咖啡廳與賣場的店員在沒有預告的情況下可能成爲AKB48成員。
- 前AKB48成員中，篠田麻里子、大堀惠、小原春香3人曾是咖啡服務生。

#### 商品賣場
商品賣場「48’s Shop」處於前廳，銷售AKB48的CD和原創商品，2009年12月8日，階段性地轉移到設置在唐·吉坷德秋葉原店5層的「AKB48 SHOP」，結束了在前廳的銷售。

#### 有獎扭蛋
過去前廳設置有数台扭蛋機。分期間銷售。1次300日元。裏面裝有印有成員照片的圓形徽章與貼紙，此后加入了各类奖券与未中券。
由于封入獎品的不透明性和沒有收據等問題，2009年5月之後停止銷售。

## 其他

### 通向劇場的電梯
因為於唐·吉坷德大樓正面入口只有自動扶梯，要去8層的劇場通常利用這個自動扶梯，不過，大樓的後門（UDX方向）有電梯。一般人能利用它到達6層和7層（2008年3月1日）。8層為職員、AKB48成員專用。

### 入場與出場的等待
過去，對想看一眼AKB成員便服的粉絲們，在UDX方向的人行道等待著，為了看成員們進入到後門的樣子等候的行為稱爲。與之相反的是。剧场负责人站在旁边监视防止歌迷呼喊成员名字给附近居民造成麻烦。摄影也禁止。為此，等候的歌迷们（辛苦了）的用小声音给成员打招呼。
但是由于部分歌迷不守禮儀的行爲，附近居民頗有怨言，2007年8月3日以後與等歌迷行爲被禁止。

## 外部連結
- （日語）AKB官網劇場檔案（页面存档备份，存于）
- （日語）AKB48官網「〜AKB48 TOKYO DOME までの軌跡〜」（页面存档备份，存于）

1. ↑  . ORICON NEWS (oricon ME). 2024-09-01  [2024-12-15]. （原始内容存档于2024-11-27）.
2. ↑  . ORICON NEWS (oricon ME). 2024-12-08  [2024-12-15]. （原始内容存档于2024-12-14）.